# Merlet (heraldiek)

merlet

De merlet (Frans: merlette, vrouwelijke variant van merle (merel)), ook wel merlaan genoemd, is een heraldisch wapendier. Het is een eendachtig of kuikenachtig gestileerd vogeltje zonder snavel en zonder poten. Niet te verwarren met een geknotte vogel, die wel een snavel, maar geen poten heeft, en ook niet te verwarren met een eend, die op wapens wel altijd met bek en poten, of zwemmend wordt afgebeeld. Bij de vaststelling van het wapen van Boxtel heeft de Hoge Raad van Adel deze vergissing gemaakt en heeft de merletten uit het oude wapen door zwemmende eenden vervangen.
De oude naam voor merlet is maarle, meerl of meerle. De merlet kreeg zijn aparte vorm zonder snavel en poten vanaf de 13e eeuw. Volgens de overlevering zouden alleen ridders die aan kruistochten hadden deelgenomen merletten in hun wapen hebben mogen dragen.

## Merletten in Nederlandse gemeentewapens
Een aantal Nederlandse gemeentewapens bevat merletten. In veel gevallen zijn deze te herleiden tot de familiewapens van de geslachten Van Cuijk en van Van Eynatten, die beide aanzienlijke bezittingen hadden.

Wapen van de Cuijkse tak van de familie van Cuijk, heren van Cuijk en Grave
Het wapen van de gemeente Bergen NH, met acht Merletten
Wapen van de gemeente Boxtel, met acht merletten
Wapen van de gemeente Grave
Wapen van de gemeente Heemstede
Wapen van de voormalige gemeente IJsselmuiden
Het oude Wapen van de Limburgse gemeente Nuth

## Voorbeelden in Belgische gemeentewapens

Bertrix
Kuurne
La Louvière
Maldegem
Raeren
Zuienkerke